# 알자와이다
알자와이다(아랍어: الزوايدة)는 팔레스타인 데이르알발라주에 있는 도시다. 데이르알발라에서 북동쪽으로 약 3km, 마가지 난민 수용소 바로 서쪽에 위치해 있다. 팔레스타인 중앙 통계국 (PCBS)의 2017년 인구 조사에 따르면 주민은 23,841명이었다.